# كونيليت
كونيليت هو معدن نادر للنحاس وهو كبريتات النحاس الكلورية المائية، بحيث تكون صيغة الوحدة البلورية على الشكل Cu19(OH)32(SO4)Cl4·3H2O.
يوجد المعدن على شكل بلورات إبرية زرقاء اللون، وهي تتبع نظام بلوري سداسي.
تنسب التسمية إلى عالم الكيمياء والمعادن الأسكتلندي آرثر كونيل Arthur Connell والذي درسه بشكل مفصل سنة 1847.

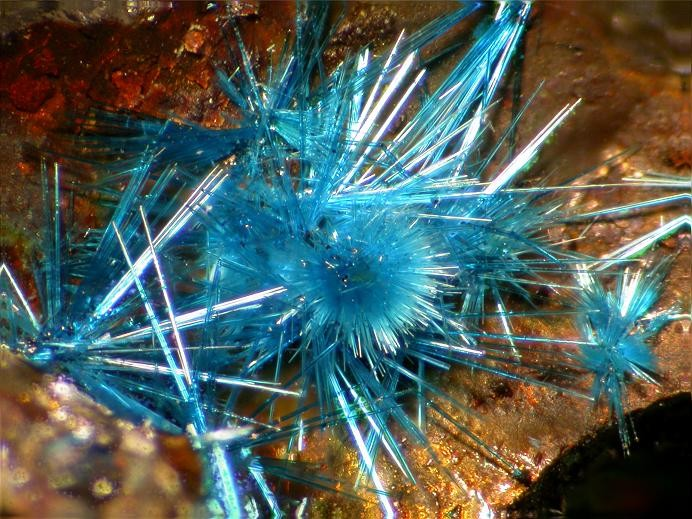
بلورات كونيليت الإبرية الزرقاء